# ハメス・ロドリゲス
ハメス・ダビド・ロドリゲス・ルビオ（James David Rodríguez Rubio; スペイン語発音: [ˈxamez roˈðɾiɣes]、1991年7月12日 - ）は、コロンビア・ククタ出身のサッカー選手。リーガMX・クラブ・レオン所属。コロンビア代表。ポジションはMF。
2010年代前半の時期においては世界の若手選手の中で最も良い選手の一人と評価されており、テクニックと視野の広さ、試合を組み立てる能力について賞賛され、同胞のカルロス・バルデラマの後継者と言及されることも多い。
ポルトに所属していた時に広く名を知られるようになり、3シーズンの間で複数のタイトルと個人賞を獲得した。2014年にラダメル・ファルカオの記録を更新し、コロンビア人として歴代最高となる8000万ユーロの移籍金でASモナコからレアル・マドリードへ移籍が決定した。
コロンビア代表としてはU-20代表で2011年のトゥーロン国際大会で優勝を経験し、2011 FIFA U-20ワールドカップではキャプテンを務めた。その大会での活躍により20歳でA代表に招集され、2014 FIFAワールドカップではゴールデンブーツを獲得し、大会のベストイレブンに選出された。

## 生い立ち
1991年7月12日に父ウィルソン・ハメス・ロドリゲス・ベドヤと母マリア・デル・ピラル・ルビオ夫妻の間にククタで生を受けた。父ウィルソンはククタ・デポルティーボFCに所属するサッカー選手であったが、ハメスが3歳の時に家を出た。幼少期をイバゲで過ごし、5歳の頃に元デポルテス・トリマの控え選手であった継父にトリマのアカデミーに連れられたことがきっかけでサッカーを始めた。
その後、イバゲにて年上に混じってプレイし、11歳の時にコロンビアユースのカップ戦で9試合13得点と活躍した。その活躍もあり、ハメスはエンビガドFCに加入することになった。地元の中等教育学校卒業後、ボゴタ大学フランシスコ・ホセ・デ・カルダス中退。

## クラブ経歴

### エンビガド時代
2006年にコロンビアの当時2部に所属していたエンビガドFCでプロキャリアをスタートし、2007年にはトップリーグへ昇格した。

### バンフィエルド時代
2008年にアルゼンチンのCAバンフィエルドと契約し、当初はリザーブリーグでのプレーが続いたが、2009年2月7日にトップチームデビューを果たし、2月27日に行われ、3-1で勝利したCAロサリオ・セントラル戦でロングシュートを決め、初ゴールを記録した。17歳で記録したこのゴールは外国人選手としてアルゼンチンのサッカー史上最年少のゴール記録となっている。
2009年にはレギュラーとして2009年のアペルトゥーラ全試合に出場し、9月26日に行われ、2-1で勝利したニューウェルズ・オールドボーイズ戦ではペナルティエリアの外からゴールを決め、チームに重要な勝利をもたらし、最終的にクラブ史上初となる優勝に貢献した。
2009年12月にはイタリアのウディネーゼ・カルチョが500万ユーロの移籍金で獲得に乗り出したが、ハメスに対しては不十分なオファーであるとしてクラブはそれを断った。
2010年のクラウスーラでは2010年2月3日に行われたCAラヌース戦で試合時間残り数分でロブシュートを決め、試合後にスポーツメディアの「ディアリオ・オレ」はプレイスタイルや振る舞いをクリスティアーノ・ロナウドと比較し、「バンフィエルドのジェームズ・ボンド」とニックネームを付けた。
2010年2月10日に行われたアトレティコ・モレリア戦ではコパ・リベルタドーレスにおける初ゴールを記録し、翌週に行われたコパ・リベルタドーレスのグループリーグ突破を争うアウェイのデポルティーボ・クエンカ戦ではチームの4ゴール目となるゴールを左足で決め、4-1の勝利に貢献したハメスは自身の評価も高めた。3月10日に行われたクルブ・ナシオナル・デ・フットボール戦では初めてとなるヘディングと右足からゴールを奪ったが、試合は2-2で引き分けた。4月29日に行われたコパ・リベルタドーレス2010の決勝トーナメント1回戦のSCインテルナシオナル戦でも先制となるゴールを決め、3-1の勝利に貢献し、ハメスは7試合で5ゴールを記録したが、2ndレグを0-2で落とし、アウェイゴールの末に敗退が決定した。2ndレグの試合中にハメスは2枚のイエローカードを提示され、退場処分を受けた。

### ポルト時代

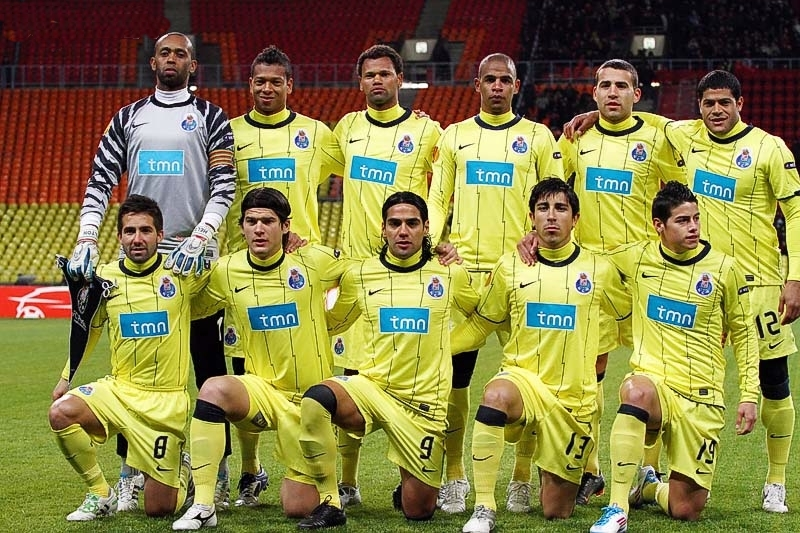
UEFAヨーロッパリーグのPFC CSKAモスクワ戦に臨むハメス（2011年、前列右端）

2010年7月6日、510万ユーロの移籍金で保有権の70%をFCポルトが獲得し、ハメスは4年間の契約を結んだ。契約には3000万ユーロの契約解除条項が設けられた。ポルトは後に保有権の10%を第3者に売却した。7月18日に行われたアヤックス・アムステルダムとの親善試合でデビューし、初ゴールも記録した。11月にポルトは獲得した保有権の半分に当たる35%をゴル・フットボール・ルクセンブルク有限会社に250万ユーロで売却した。
2010年12月15日に行われ、3-1で勝利したPFC CSKAソフィア戦でポルトにおける公式戦初ゴールを記録し、タッサ・デ・ポルトガル決勝のヴィトーリアSC戦ではハットトリックを達成し、1アシストも記録した。2011年5月17日に保有権の30%を有していたコンヴァージェンス・キャピタル・パートナーズBVから225万ユーロで保有権を買い取り、ポルトは55%の保有権を持つことになった。6月13日にはクラブと新たに5年間の契約を締結し、契約解除条項は4500万ユーロにまで引き上げられた。1年目のシーズンは公式戦31試合に出場し、6ゴールを挙げ、ヨーロッパリーグの優勝にも貢献した。
2011-12シーズンは公式戦で14ゴールを挙げ、11アシストを記録した。ポルトガルプロサッカーリーグが選出する最優秀若手選手に選出されたが、コロンビア人の選手としては初の受賞となった。2012年には『ア・ボラ』紙が選出するポルトガル・ゴールデン・ボール賞をラダメル・ファルカオに続いて受賞したが、ハメスは史上最年少での選出となった。2011年9月20日に行われたフェイレンセ戦ではラビオラにパンチを見舞い退場処分を受け、SLベンフィカとのオ・クラシコの出場を逃すことになった。
2012-13シーズンからハメスは背番号を10番に変更し、シーズンを前にラダメル・ファルカオ、フレディ・グアリン、フッキがクラブを去ったため、スターティングメンバーとして出場する機会が増えた。2012年9月1日に行われたSCオルハネンセ戦では角度のないところからチップキックでゴールを奪い、ジャクソン・マルティネスのゴールをアシストし、3-2の勝利に貢献した。SCベイラ・マル戦ではチームの1ゴール目と2ゴール目をアシストしたハメスは自身もチームの4ゴール目を記録し、4-0の勝利に貢献した。1週間後に行われたリオ・アヴェFC戦ではフリーキックからゴールを記録したが、チームは2-2で引き分けた。こうした活躍からハメスは開幕月の8月から11月までの月間最優秀選手に選出された。
UEFAチャンピオンズリーグ 2012-13のグループステージのパリ・サンジェルマンFC戦ではその試合唯一のゴールを記録し、ポルトはその時点でグループの首位に立った。3戦目のディナモ・ザグレブ戦でもアシストを記録し、チームの3-2の勝利に貢献した。
シーズン後半戦を迎えると、ハムストリングの負傷に悩まされることになった。2013年1月13日に行われたCDナシオナル戦では再びハムストリングを負傷し、前半で交代を強いられた。この怪我により、ハメスは1ヶ月間戦線を離脱することになった。2月1日にポルトはゴル・フットボール・ルクセンブルクから2010年11月に250万ユーロで売却した保有権30%を857万ユーロで買い戻し、ディエゴ・レジェスの保有権47.5%を350万ポンドで売却した。
2月15日に行われたSCベイラ・マル戦で復帰し、チャンピオンズリーグのマラガCF戦にも60分から交代で出場した。ハメスのコンディションはあまり良い状態ではなかったが、ポルトの攻撃陣において重要な役割を担った。リーグ復帰2戦目の2月23日に行われたリオ・アヴェFC戦ではクロスからゴールをアシストし、2-1の勝利に貢献した。3月8日に行われたGDエストリル・プライア戦ではコーナーキックからアシストを記録し、2-0の勝利に貢献するなどシーズン開幕時からの数ヶ月間と比べても遜色のない活躍を続けた。チャンピオンズリーグ決勝トーナメント1回戦2ndレグのマラガ戦ではスターティングメンバーを外れ、後半から交代で出場したが、退場者を出し10人での戦いを強いられたポルトは0-2でマラガに敗れた。ハメスをスターティングメンバーで起用しなかったヴィトール・ペレイラには多くの批判と疑問が寄せられ、ハメス自身も100%のコンディションであり、失望していると話したが、監督の懸念は理解できるものであり、監督には敬意を持っていると話した。ポルトは決勝トーナメント1回戦で敗退となったが、ハメスはそのシーズンのチャンピオンズリーグの試合で2番目に多くのファウルを受けた選手であった。
マンチェスター・ユナイテッドFCが3000万ユーロで獲得のオファーを提示したが、ポルトは金額が低すぎるとして断ったと報じられた。タッサ・ダ・リーガ準決勝のリオ・アヴェ戦でシーズン初となる出場をし、先制となるゴールをペナルティキックから記録し、チームも4-0で勝利を挙げ、決勝進出を果たした。2013年4月8日に行われ、3-1で勝利したブラガ戦では1ゴール2アシストの活躍でマン・オブ・ザ・マッチに選出された。
シーズン最終節のFCパソス・デ・フェレイラ戦ではペナルティキックを獲得し、2-0で勝利したポルトはリーグ3連覇を達成した。リーグ戦24試合に出場し、10ゴール、13アシストを記録し、全公式戦では32試合で13ゴール、15アシストを記録した。ポルトに加入した3シーズンで8つのタイトルを獲得した。

### モナコ時代
2013年5月24日、4500万ユーロの移籍金でASモナコに移籍することが発表された。移籍金はジヴァニウド・ヴィエイラ・ジ・ソウザに支払われた金額に次いでポルトガルのサッカー史上2番目の数字であり、ハメスは5年間の契約を結んだ。サッカー史上でも高額の移籍金で加入したハメスはモナコのクラブ史上だけではなく、リーグ・アン史上でも高額で移籍した選手の1人となった。2013年8月10日に行われたシーズン開幕戦のFCジロンダン・ボルドー戦でデビューを飾り、チームも2-0で勝利を挙げた。2戦目は怪我を避けるために欠場し、9月25日に行われたSCバスティア戦でチームの3ゴール目をアシストしたハメスは初めてモナコで数字として残る成果を残した。10月5日に行われ、2-1で勝利したASサンテティエンヌ戦では2ゴールともにアシストし、マン・オブ・ザ・マッチに選出される活躍を披露した。2013年11月30日に行われたスタッド・レンヌ戦でフリーキックから初ゴールを記録し、2-0の勝利に貢献した。次戦のOGCニース戦でも開始5分で先制となるゴールを決め、チームも3-0で勝利を挙げた。2014年1月5日に行われたヴァンヌOC戦でクープ・ドゥ・フランスデビューを果たしたハメスは2アシストと1ゴールを記録し、3-2の勝利に貢献した。2014年2月15日に行われたバスティア戦では初めて1試合2ゴールを記録し、チームも2-0で勝利を挙げた。
モナコでのデビューシーズンの活躍を見たフランスのメディアは、ハメスはおそらくリーグ・アンで最高の選手であると評価を下したが、ハメス自身はリーグに完全に適応するためにはまだ時間が必要であると話した。
デビューシーズンはタイトルを獲得することなく終わったが、UEFAチャンピオンズリーグの出場権を獲得し、リーグで最多のアシストを記録した ハメスはベストイレブンに選出された。

### レアル・マドリード時代
2014 FIFAワールドカップ中に行われたインタビューで、ハメスはレアル・マドリードでプレイすることが生涯の目標だと話し、ワールドカップでの活躍により、移籍の噂が信憑性を帯びるようになった。

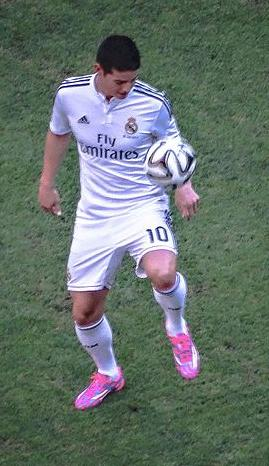
レアル・マドリードでのハメス（2014年）

2014年7月22日に6年間の契約を結び、移籍金は非公表であったが、約8000万ユーロと報じられた。サッカー史上4番目に高額な移籍金となり、クラブ史上では3番目に高額な移籍金となった。また、2013年に6000万ポンドで移籍したラダメル・ファルカオの金額を上回り、コロンビア人の選手としては史上最高額の移籍金となった。ルイス・フィーゴやフェレンツ・プスカシュといった選手が背負った10番を与えられ、ハメスは尊敬するジネディーヌ・ジダンのように成長し、クラブに貢献したいと話した。
エスタディオ・サンティアゴ・ベルナベウでのお披露目には45000人が詰めかけ、マドリードのコロンビア大使が「ハメスの登場はコロンビアのサッカーの歴史を変えた」というフアン・マヌエル・サントス大統領のメッセージを届けた。フロレンティーノ・ペレス会長は「恋人」であり、「長年のサポーター」であるハメスを歓迎し、ハメスの夢が実現した今日という日をクラブが忘れることはないだろうと話した。
UEFAスーパーカップのセビージャ戦で公式戦デビューを飾り、イスコと交代するまで72分間プレイし、チームも2-0で勝利した。
2014年8月19日に行われたスーペルコパ・デ・エスパーニャのアトレティコ・マドリード戦にクリスティアーノ・ロナウドと交代で後半から出場し、初ゴールを記録した。チャンピオンズリーグのグループステージ初戦のFCバーゼル戦でレアル・マドリードにおけるチャンピオンズリーグデビューを果たし、チームの4ゴール目を記録した。9月20日に行われ、8-2で勝利したデポルティーボ・ラ・コルーニャ戦でリーグ戦における初ゴールを記録した。
2015年2月4日に行われたセビージャ戦では先制となるゴールを挙げたが、ファウルを受け右足の第5中足骨を骨折してしまい、緊急手術を受けたが、2ヶ月間戦線を離脱することになった。復帰戦は4月5日に行われたグラナダCF戦となったが、60分から交代出場したハメスは2ゴールをアシストし、9-1の勝利に貢献した。加入1年目のシーズンは全公式戦で17ゴール、18アシストの成績を残した。
シーズン初出場となったレアル・ベティス戦ではフリーキックとバイシクルキックにより2ゴールを挙げ、ガレス・ベイルのゴールをアシストするなどマン・オブ・ザ・マッチに選出される活躍を披露した。その後は先発出場も続いたものの、カゼミーロが、その前シーズンまでトニ・クロースが君臨していた中盤の底に起用されることが多くなり、クロースが前に移るという事になった。そのため、ハメスはベンチスタートが続いた。ジネディーヌ・ジダンが監督に就任してからは一時、スタメンに起用されることも多くなったが、カゼミーロの守備力の必要性をジダンが考え始めた為とイスコの重要性を再考したことから、再度ベンチ生活を余儀なくされる。ハメスはウィングも出来るが、ウィングにはクリスティアーノ・ロナウドやガレス・ベイル、更にはRCDエスパニョールからレンタルバックしたルーカス・バスケスの台頭もあり、自らが得意としていた、インサイドハーフとウィングの両ポジションでポジションを失う結果となってしまった。

### バイエルン・ミュンヘン時代

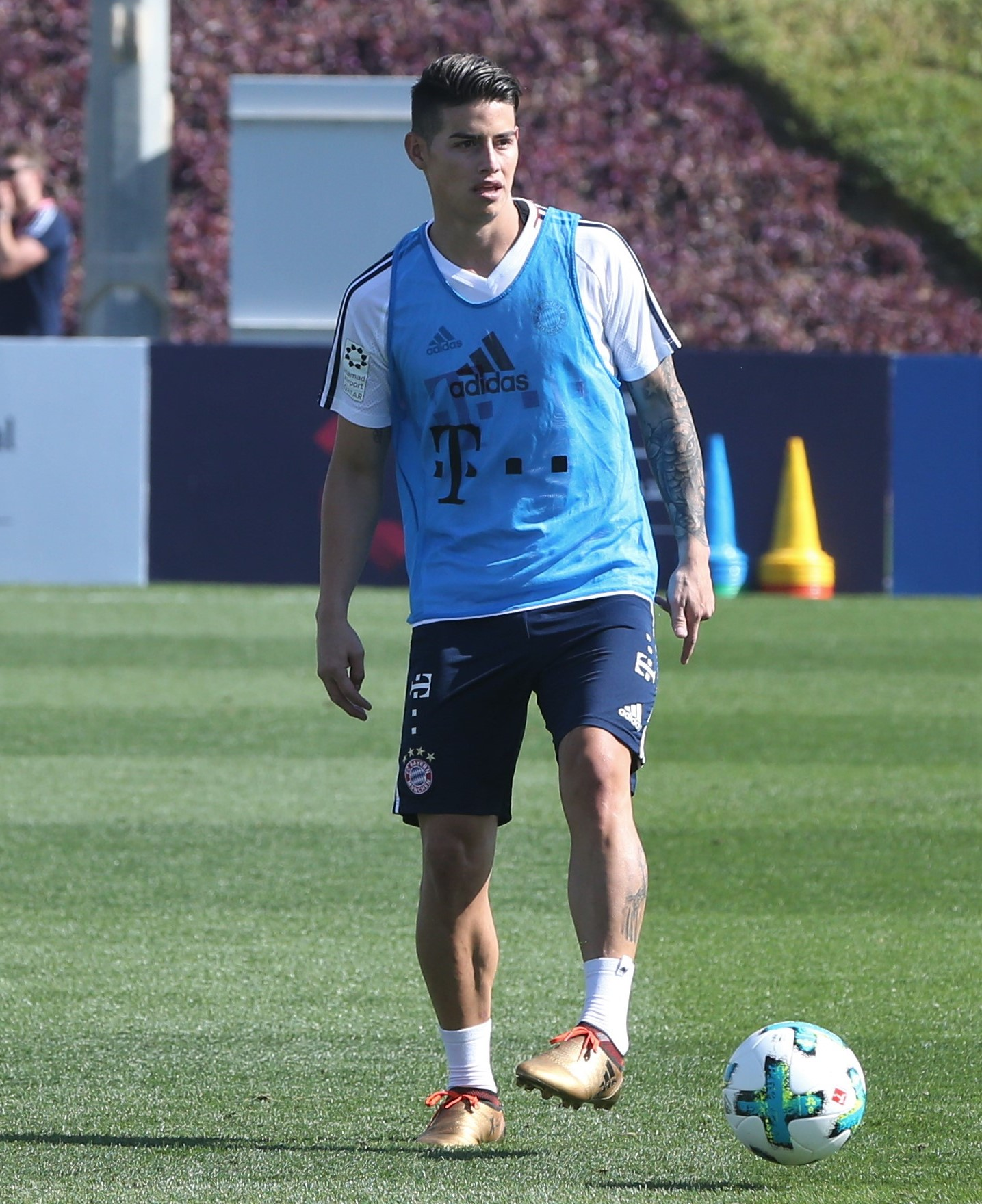
バイエルン・ミュンヘンでのハメス（2018年）

2017年7月11日、レアル・マドリード時代の恩師であるカルロ・アンチェロッティ率いるFCバイエルン・ミュンヘンへ移籍することが発表された。2019年までの2年間のレンタルで加入し、さらにバイエルン側に買取オプションも付随しているという。背番号は11番。世界最高のクラブともいわれるレアルからの移籍について「後退ではない。新しい挑戦だ」と語り、「監督の望むところならどこでもプレーしたい。右でも左でも、10番としてもね。ただチームを助けたいんだ。バイエルンは世界でトップ3に入るクラブ。でも僕はもっと良くするためにここへ来た。新しい街、新しい言語。ここで多くを学びたいし、ドイツ語にも挑戦するよ」と本人も この移籍を前向きに捉えている。
加入当初は「リズムを失っていた」と自ら認めるなど活躍はできなかったが、第5節シャルケ戦にて移籍後初のゴール、3-0の勝利に貢献した。指揮官がユップ・ハインケスに代わって以降は出場時間も増えていき、本来の調子を取り戻した。第18節のレヴァークーゼン戦では直接フリーキックからゴールを奪い、UEFAチャンピオンズリーグ準決勝第2戦マドリードでの古巣レアル・マドリード戦ではゴールを決めたが、喜びを露わにせず、逆に手を合わせて謝罪するような仕草を見せた。優勝が決まった第33節1.FCケルン戦でも得点するなど、シーズン中は10アシスト以上を記録し、主力メンバーの一人として、バイエルンの連覇に貢献した。
2019年3月17日の1.FSVマインツ05戦でポルト時代以来となるハットトリックを達成した。
2019年6月5日、バイエルンは買取オプションを行使しないと発表した。4200万ユーロの買取オプションが設定されていたが、ハメスがこれを行使しないようにクラブに要望し、クラブがこれを受け入れた。これにより2シーズン振りにレアル・マドリードに復帰することになったが、2018-19シーズン中に監督に復職したジダンとの関係は改善されていないと報じられた。

### レアル・マドリード復帰
レアル・マドリード復帰後も、かつて師事したカルロ・アンチェロッティ率いるSSCナポリやライバルチームであるアトレティコ・マドリードへの移籍が取り沙汰されたが、残留した。
2019年8月24日、レアル・バリャドリード戦に先発出場し、816日ぶりにレアル・マドリードで公式戦に出場したが、その試合では57分に負傷交代した。10月5日、グラナダCF戦の後半アディショナルタイムにゴールを挙げ、レアル復帰後初得点を記録した。しかし相変わらずジダン監督の信頼を得ることはできず、公式戦わずか14試合で1ゴールに終わった。シーズン終盤はほとんど出番を与えられず、構想外になった。

### エヴァートン時代
2020年9月8日、2年契約でエヴァートンFCに移籍した。恩師であるアンチェロッティとはレアル・マドリード、バイエルン・ミュンヘンに続く再会となる。9月19日、ウェスト・ブロムウィッチ・アルビオンFC戦で移籍後初得点を記録した。10月3日、第3節のブライトン・アンド・ホーヴ・アルビオンFC戦では移籍後初の2ゴールを挙げた。しかし、アンチェロッティは2021-22シーズン開幕前にレアル・マドリードの監督に復帰。そしてレアル時代に確執が根深かったベニテスがエヴァートン監督に就任し、早速ハメスは戦力外を告げられてしまった。

### アル・ラーヤン時代
2021年9月22日、アル・ラーヤンSCへの移籍が発表された。

### オリンピアコス時代
2022年9月15日、双方合意の元でアル・ラーヤンとの契約を解消し、オリンピアコスFCにフリーで加入することが発表された。1年ぶりの欧州復帰となる。
2023年4月13日、双方合意の元での契約解除が発表された。

### サンパウロ時代
2023年7月29日、サンパウロFCに2年契約で加入することが発表された。

### ラージョ・バジェカーノ時代
2024年8月26日、ラージョ・バジェカーノに加入した。第5節CAオサスナ戦で87分に途中出場した。ラ・リーガでは1548日ぶりの出場となった。

### レオン時代
2025年1月13日、クラブ・レオンに加入することが発表された。

## 代表経歴

### ユース
2007年にコロンビアのU-17代表として南米U-17選手権に出場し、3ゴールを決めチームの準優勝に貢献し、同年に開催されたFIFA U-17ワールドカップにも出場し、優勝チームとなるナイジェリア代表に決勝トーナメント1回戦で敗れた。
U-20代表としては、2011年にトゥーロン国際大会、南米ユース選手権、2011 FIFA U-20ワールドカップの3つの国際大会に出場した。
トゥーロン国際大会では2ゴールを挙げ、投票により大会の最優秀選手に選ばれ、コロンビア代表は決勝戦でPK戦の末にフランス代表に勝利し、優勝を果たした。PK戦ではハメスもキッカーを務め、成功を収めた。
南米ユース選手権では3アシストを記録し、FIFA U-20ワールドカップではキャプテンとしてチームを引っ張った。大会では3ゴール、3アシストを記録し、コロンビア代表は準々決勝でメキシコ代表に敗れたものの、ヨーロッパの多くのビッグクラブの関心を集め、アレックス・ファーガソンはハメスを賞賛した。

### A代表

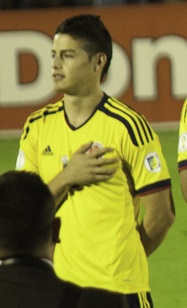
2013年9月10日に行われたウルグアイ代表戦前のハメス

#### 2014 FIFAワールドカップ予選
2011年9月29日に初めてA代表に招集され、10月11日に行われたワールドカップ予選のボリビア代表戦ではマン・オブ・ザ・マッチに選出される活躍を披露し、チームもラダメル・ファルカオが試合時間残り数分で決めたゴールにより、2-1で勝利を挙げた。新監督のホセ・ペケルマンが指揮を執ったメキシコ代表戦では2ゴールをアシストし、2012年6月3日に行われたペルー代表戦で代表初ゴールを記録し、試合に勝利したコロンビア代表は順位を6位から5位に上げた。
ワールドカップ予選のウルグアイ代表戦では1ゴール目と3ゴール目をアシストし、チームも4-0で勝利を挙げ、チリ代表戦では30ヤードの距離からのフリーキックをボレーで合わせるゴールを決め、3-1で勝利したコロンビア代表は順位を2位まで上げた。2-0で勝利したパラグアイ代表戦では2ゴールともにアシストし、2014 FIFAワールドカップ開催国のブラジル代表との年内最後の親善試合ではコロンビア代表の唯一のゴールをアシストし、試合は1-1で引き分けた。
2013年初戦のボリビア代表戦では2ゴール目をアシストし、5-0の勝利に貢献したハメスはマン・オブ・ザ・マッチに選出された。
首位を走っていたアルゼンチン代表戦では負傷により前半30分での交代を余儀なくされたが、深刻な怪我ではなく、ペルー代表戦を回避した後のエクアドル代表戦で復帰したハメスはゴールを決め、チームも1-0で勝利を挙げた。チリ代表戦では1-3と3-3となる2本のペナルティキックを決め、3-3で引き分けたコロンビア代表は16年振りとなるFIFAワールドカップの出場権を獲得した。数日後に行われたパラグアイ代表戦では2ゴールをアシストし、チームも2-1で勝利した。
ベルギー代表戦では2ゴールをアシストし、投票によりマン・オブ・ザ・マッチに選出され、数日後に行われ、0-0で引き分けたオランダ代表との親善試合においてもマン・オブ・ザ・マッチに選ばれた。

#### 2014 FIFAワールドカップ

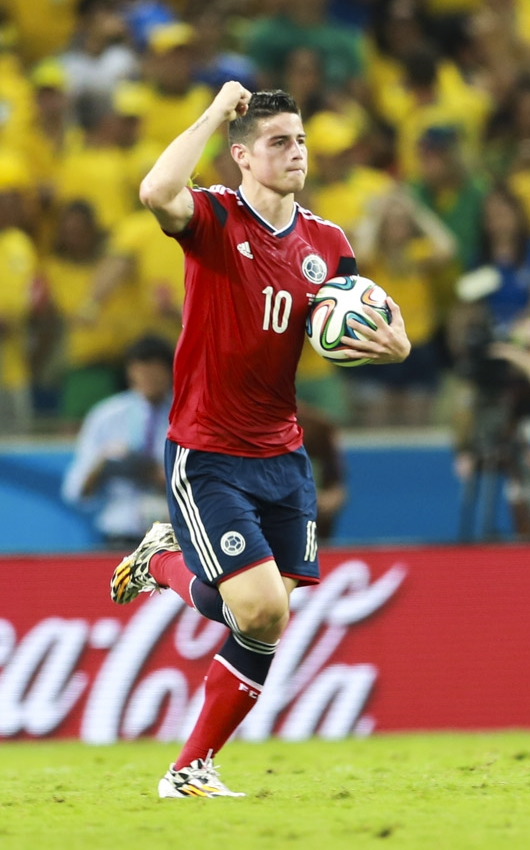
ブラジル代表戦でゴールを決めたハメス

2014年6月2日、2014 FIFAワールドカップに出場する23人のメンバーに選ばれ、10番を与えられた。初戦のギリシャ代表戦では2ゴールをアシストし、自身も3ゴール目となるゴールを決め、チームは3-0で勝利を挙げ、ハメスはFIFAによりマン・オブ・ザ・マッチに選ばれた。2戦目も好調を維持し、先制となるゴールを決め、フアン・フェルナンド・キンテロのゴールをアシストし、2-1の勝利に貢献したハメスは再びマン・オブ・ザ・マッチに選出された。3戦目の日本代表戦は後半から出場するとジャクソン・マルティネスのゴールをアシストし、自身もゴールを決め、4-1の勝利に貢献した。グループステージ終了時点のFIFAの統計によると、ハメスは最も良いパフォーマンスを発揮している選手であった。
6月28日に行われたウルグアイ代表との決勝トーナメント1回戦では2ゴールを決め、コロンビア代表史上初となるベスト8進出へ導いた。このゴールにより、ハメスは2002 FIFAワールドカップにおけるロナウドとリバウド以来となるグループステージの初戦と決勝トーナメントの初戦でゴールを決めた選手となった。ボレーで決めた先制ゴールは敵将のオスカル・タバレスが「これまでワールドカップで目にしたものの中でもベストの1つ」と述べ、ハメスについては「今大会で最高の選手」だと話した。これらの活躍により4試合中で3度目となるマン・オブ・ザマッチに選ばれた。このボレーシュートは400万人以上の投票により大会のベストゴールに選ばれ、2014年のFIFAプスカシュ賞にも選ばれた。準々決勝のブラジル代表戦ではペナルティキックにより大会通算6ゴール目となるゴールを決めたが、コロンビア代表は1-2で敗れた。涙を流すハメスをダヴィド・ルイスは慰め、ハメスは、「彼は僕に僕が良い選手だと言ってくれた。多くのスーパースターである選手たちが抱きしめてくれたことは本当に僕を幸せにしてくれた。僕たちは顔を上げて、コロンビア代表をサポートしてくれた人たちに感謝を示さなければならない。僕たちは勝ち続け、新たな歴史を築きたかったから悲しんでいる。準決勝に進むためにすべてを捧げ、悲しいけれど足跡を残すことができたのだから、僕たちは誇り持たなければならない。」と話した。ダヴィド・ルイスとユニフォームを交換し、サポーターからスタンディングオベーションを受けたハメスは初めてのワールドカップで5試合に出場し、6ゴール、4アシストの成績を残した。7月11日に大会の最優秀選手であるゴールデン・ボールの候補10人に選ばれ、準々決勝で敗退したものの、大会の得点王であるゴールデンブーツを受賞した。本大会での活躍によりベストイレブンに選ばれ、カストロール・インデックスの統計によるベストイレブンにも選出された。ディエゴ・マラドーナはリオネル・メッシではなく、ハメスこそがゴールデン・ボールに相応しいと評した。

#### コパ・アメリカ・センテナリオ
2016年6月3日、アメリカ代表とのコパ・アメリカ・センテナリオ開幕戦では、1得点をあげる活躍をみせて勝利に貢献した。

#### 2018　FIFAワールドカップ
2018 FIFAワールドカップでは、怪我の影響でグループリーグ第1戦の日本戦は先発メンバーから外れて途中出場となり、コロンビアは日本に敗れた。第2戦には先発出場し2つのアシストを決めコロンビアの勝利を助けた。第3戦も先発出場したが怪我で途中交代を余儀なくされ、その怪我の影響で決勝トーナメント1回戦のイングランド戦ではベンチ外となり、コロンビアはイングランドに敗れた。

#### コパ・アメリカ 2024
アルゼンチンに敗れ準優勝に終わったが、1ゴールに加え、大会最多となる6アシストを記録するなどチームを決勝に導いたことが評価され、大会最優秀選手に選出された。

## プレースタイル
中盤の複数のポジションを務めることができ、これまでクラブと代表ではプレイメーカーやウイング、センターハーフのポジションで起用されてきたが、ハメス自身は攻撃的ミッドフィールダーでのプレイを好んでいることをインタビューにおいて話した。アルゼンチンでプレイしていた頃からカルロス・バルデラマと比較されるようになり、バルデラマはハメスを自身の「後継者」だと明言した。ハメスの愛称であるEl Nuevo Pibe（エル・ヌエボ・ピベ、新たな少年）は、バルデラマの愛称であるEl Pibe（エル・ピベ、少年）に由来するものである。
ハメスは左右両足を使いこなし、2014 FIFAワールドカップでは準々決勝で敗退したにも関わらず得点王となり、得点力の高さを証明している。特に利き足である左足からのパスやシュートは高い精度を誇る。

## 個人成績

### クラブ
| クラブ                            | シーズン     | 背番号       | リーグ                   | リーグ | リーグ | リーグカップ            | リーグカップ            | オープン カップ           | オープン カップ           | 国際大会               | 国際大会               | 国際大会             | 国際大会             | その他 | その他 | 通算       | 通算       |
| クラブ                            | シーズン     | 背番号       | リーグ                   | 出場   | 得点   | 出場                    | 得点                    | 出場                      | 得点                      | 出場                   | 得点                   | 出場                 | 得点                 | 出場   | 得点   | 出場       | 得点       |
| アルゼンチン                      | アルゼンチン | アルゼンチン | アルゼンチン             | リーグ | リーグ | -                       | -                       | -                         | -                         | コパ・リベルタドーレス | コパ・リベルタドーレス | コパ・スダメリカーナ | コパ・スダメリカーナ | その他 | その他 | 期間通算   | 期間通算   |
| --------------------------------- | ------------ | ------------ | ------------------------ | ------ | ------ | ----------------------- | ----------------------- | ------------------------- | ------------------------- | ---------------------- | ---------------------- | -------------------- | -------------------- | ------ | ------ | ---------- | ---------- |
| CAバンフィエルド                  | 2008-09      | 13           | スーペルリーガ           | 12     | 1      | -                       | -                       | -                         | -                         | -                      | -                      | -                    | -                    | -      | -      | 12         | 1          |
| CAバンフィエルド                  | 2009-10      | 8            | スーペルリーガ           | 30     | 4      | -                       | -                       | -                         | -                         | 8                      | 5                      | -                    | -                    | -      | -      | 38         | 9          |
| ポルトガル                        | ポルトガル   | ポルトガル   | ポルトガル               | リーグ | リーグ | タッサ・デ・ ポルトガル | タッサ・デ・ ポルトガル | タッサ・ダ・ リーガ       | タッサ・ダ・ リーガ       | チャンピオンズリーグ   | チャンピオンズリーグ   | ヨーロッパリーグ     | ヨーロッパリーグ     | その他 | その他 | 期間通算   | 期間通算   |
| FCポルト                          | 2010-11      | 19           | プリメイラ・リーガ       | 15     | 2      | 7                       | 3                       | 0                         | 0                         | -                      | -                      | 9                    | 1                    | -      | -      | 31         | 6          |
| FCポルト                          | 2011-12      | 19           | プリメイラ・リーガ       | 26     | 13     | 4                       | 0                       | 0                         | 0                         | 8                      | 1                      | -                    | -                    | -      | -      | 38         | 14         |
| FCポルト                          | 2012-13      | 10           | プリメイラ・リーガ       | 24     | 10     | 5                       | 1                       | 0                         | 0                         | 8                      | 1                      | -                    | -                    | 1      | 0      | 38         | 12         |
| フランス                          | フランス     | フランス     | フランス                 | リーグ | リーグ | クープ・ドゥ・フランス  | クープ・ドゥ・フランス  | クープ・ドゥ・ ラ・リーグ | クープ・ドゥ・ ラ・リーグ | チャンピオンズリーグ   | チャンピオンズリーグ   | ヨーロッパリーグ     | ヨーロッパリーグ     | その他 | その他 | 期間通算   | 期間通算   |
| ASモナコ                          | 2013-14      | 10           | リーグ・アン             | 34     | 9      | 3                       | 1                       | 1                         | 0                         | -                      | -                      | -                    | -                    | -      | -      | 38         | 10         |
| スペイン                          | スペイン     | スペイン     | スペイン                 | リーグ | リーグ | コパ・デル・レイ        | コパ・デル・レイ        | -                         | -                         | チャンピオンズリーグ   | チャンピオンズリーグ   | ヨーロッパリーグ     | ヨーロッパリーグ     | その他 | その他 | 期間通算   | 期間通算   |
| レアル・マドリード                | 2014-15      | 10           | ラ・リーガ               | 29     | 13     | 4                       | 2                       | -                         | -                         | 9                      | 1                      | -                    | -                    | 4      | 1      | 46         | 17         |
| レアル・マドリード                | 2015-16      | 10           | ラ・リーガ               | 26     | 7      | 1                       | 0                       | -                         | -                         | 5                      | 1                      | -                    | -                    | 0      | 0      | 32         | 8          |
| レアル・マドリード                | 2016-17      | 10           | ラ・リーガ               | 22     | 8      | 3                       | 3                       | -                         | -                         | 6                      | 0                      | -                    | -                    | 1      | 0      | 32         | 11         |
| レアル・マドリード                | 2019-20      | 16           | ラ・リーガ               | 8      | 1      | 3                       | 0                       | -                         | -                         | 2                      | 0                      | -                    | -                    | 1      | 0      | 14         | 1          |
| ドイツ                            | ドイツ       | ドイツ       | ドイツ                   | リーグ | リーグ | DFBポカール             | DFBポカール             | -                         | -                         | チャンピオンズリーグ   | チャンピオンズリーグ   | ヨーロッパリーグ     | ヨーロッパリーグ     | その他 | その他 | 期間通算   | 期間通算   |
| FCバイエルン・ミュンヘン (ローン) | 2017-18      | 11           | ブンデスリーガ           | 23     | 7      | 4                       | 0                       | -                         | -                         | 12                     | 1                      | -                    | -                    | 0      | 0      | 39         | 8          |
| FCバイエルン・ミュンヘン (ローン) | 2018-19      | 11           | ブンデスリーガ           | 20     | 7      | 3                       | 0                       | -                         | -                         | 5                      | 1                      | -                    | -                    | 0      | 0      | 28         | 7          |
| イングランド                      | イングランド | イングランド | イングランド             | リーグ | リーグ | EFLカップ               | EFLカップ               | FAカップ                  | FAカップ                  | チャンピオンズリーグ   | チャンピオンズリーグ   | ヨーロッパリーグ     | ヨーロッパリーグ     | その他 | その他 | 期間通算   | 期間通算   |
| エヴァートンFC                    | 2020-2021    |              | プレミアリーグ           | 23     | 6      | 2                       | 0                       | 1                         | 0                         |                        |                        |                      |                      |        |        | 26         | 6          |
| リーグ通算                        | リーグ通算   | リーグ通算   | リーグ通算               | リーグ | リーグ | リーグカップ            | リーグカップ            | オープンカップ            | オープンカップ            | チャンピオンズリーグ   | チャンピオンズリーグ   | ヨーロッパリーグ     | ヨーロッパリーグ     | その他 | その他 | リーグ通算 | リーグ通算 |
| アルゼンチン                      | アルゼンチン | アルゼンチン | プリメーラ・ディビシオン | 42     | 5      | 0                       | 0                       | -                         | -                         | 8                      | 5                      | -                    | -                    | -      | -      | 50         | 10         |
| ポルトガル                        | ポルトガル   | ポルトガル   | プリメイラ・リーガ       | 65     | 25     | 16                      | 4                       | 0                         | 0                         | 16                     | 2                      | 9                    | 1                    | 1      | 0      | 107        | 32         |
| フランス                          | フランス     | フランス     | リーグ・アン             | 34     | 9      | 3                       | 1                       | 1                         | 0                         | -                      | -                      | -                    | -                    | -      | -      | 38         | 10         |
| スペイン                          | スペイン     | スペイン     | プリメーラ・ディビシオン | 85     | 29     | 11                      | 5                       | -                         | -                         | 22                     | 2                      | -                    | -                    | 6      | 1      | 124        | 37         |
| ドイツ                            | ドイツ       | ドイツ       | ブンデスリーガ           | 43     | 14     | 7                       | 0                       | -                         | -                         | 17                     | 1                      | -                    | -                    | 0      | 0      | 67         | 15         |
| 総通算                            | 総通算       | 総通算       | 総通算                   | 299    | 91     | 30                      | 10                      | 1                         | 0                         | 63                     | 10                     | 9                    | 1                    | 7      | 1      | 416        | 113        |

## 代表歴

### 出場大会
- U-17コロンビア代表
  - 2007年 - 2007 FIFA U-17ワールドカップ（ベスト16）
- コロンビア代表
  - 2014年 - 2014 FIFAワールドカップ（ベスト8）
  - 2015年 - コパ・アメリカ2015（ベスト8）
  - 2016年 - コパ・アメリカ・センテナリオ（3位）
  - 2018年 - 2018 FIFAワールドカップ（ベスト16）
  - 2019年 - コパ・アメリカ2019（ベスト8）
  - 2024年 - コパ・アメリカ2024 (準優勝)

### 試合数
- 国際Aマッチ 114試合 29得点 (2011年 - )[143]

| コロンビア代表 | 国際Aマッチ | 国際Aマッチ |
| 年             | 出場        | 得点        |
| -------------- | ----------- | ----------- |
| 2011           | 3           | 0           |
| 2012           | 7           | 2           |
| 2013           | 10          | 1           |
| 2014           | 12          | 9           |
| 2015           | 8           | 1           |
| 2016           | 12          | 4           |
| 2017           | 8           | 4           |
| 2018           | 8           | 1           |
| 2019           | 8           | 0           |
| 2020           | 4           | 1           |
| 2021           | 2           | 0           |
| 2022           | 7           | 2           |
| 2023           | 7           | 2           |
| 2024           | 16          | 2           |
| 2025           | 2           | 0           |
| 通算           | 114         | 29          |

### 得点
| #  | 開催日         | 開催地                                                               | 対戦国           | スコア | 結果 | 大会                              |
| -- | -------------- | -------------------------------------------------------------------- | ---------------- | ------ | ---- | --------------------------------- |
| 1  | 2012年6月3日   | リマ、エスタディオ・ナシオナル (リマ)                                | ペルー           | 1-0    | 1-0  | 2014 FIFAワールドカップ・南米予選 |
| 2  | 2012年9月11日  | サンティアゴ、エスタディオ・モヌメンタル・ダビド・アレジャノ         | チリ             | 1-1    | 3-1  | 2014 FIFAワールドカップ・南米予選 |
| 3  | 2013年9月6日   | バランキージャ、エスタディオ・メトロポリターノ・ロベルト・メレンデス | エクアドル       | 1-0    | 1-0  | 2014 FIFAワールドカップ・南米予選 |
| 4  | 2014年3月5日   | バルセロナ、エスタディ・コルネリャ＝エル・プラット                   | チュニジア       | 1-0    | 1-1  | 親善試合                          |
| 5  | 2014年6月6日   | ブエノスアイレス、エスタディオ・ペドロ・ビデガイン                   | ヨルダン         | 1-0    | 3-0  | 親善試合                          |
| 6  | 2014年6月14日  | ベロオリゾンテ、エスタジオ・ゴベルナドール・マガリャンイス・ピント   | ギリシャ         | 3-0    | 3-0  | 2014 FIFAワールドカップ           |
| 7  | 2014年6月19日  | ブラジリア、エスタジオ・ナシオナル・デ・ブラジリア                   | コートジボワール | 1-0    | 2-1  | 2014 FIFAワールドカップ           |
| 8  | 2014年6月24日  | クイアバ、アレーナ・パンタナール                                     | 日本             | 4-1    | 4-1  | 2014 FIFAワールドカップ           |
| 9  | 2014年6月28日  | リオデジャネイロ、エスタジオ・ド・マラカナン                         | ウルグアイ       | 1-0    | 2-0  | 2014 FIFAワールドカップ           |
| 10 | 2014年6月28日  | リオデジャネイロ、エスタジオ・ド・マラカナン                         | ウルグアイ       | 2-0    | 2-0  | 2014 FIFAワールドカップ           |
| 11 | 2014年7月3日   | フォルタレザ、エスタジオ・ゴヴェルナドール・プラーシド・カステロ     | ブラジル         | 1-2    | 1-2  | 2014 FIFAワールドカップ           |
| 12 | 2014年10月14日 | ハリソン、レッドブル・アリーナ                                       | カナダ           | 1-0    | 1-0  | 親善試合                          |
| 13 | 2015年11月12日 | サンティアゴ、エスタディオ・ナシオナル・デ・チリ                     | チリ             | 1-1    | 1-1  | 2018 FIFAワールドカップ・南米予選 |
| 14 | 2016年3月24日  | ラパス、エスタディオ・エルナンド・シレス                             | ボリビア         | 1-1    | 3-2  | 2018 FIFAワールドカップ・南米予選 |
| 15 | 2016年6月3日   | サンタクララ、リーバイス・スタジアム                                 | アメリカ合衆国   | 2-0    | 2-0  | コパ・アメリカ・センテナリオ      |
| 16 | 2016年6月7日   | パサデナ、ローズボウル                                               | パラグアイ       | 1-0    | 2-1  | コパ・アメリカ・センテナリオ      |
| 17 | 2016年9月1日   | バランキージャ、エスタディオ・メトロポリターノ・ロベルト・メレンデス | ベネズエラ       | 1-0    | 2-0  | 2018 FIFAワールドカップ・南米予選 |
| 18 | 2017年3月23日  | バランキージャ、エスタディオ・メトロポリターノ・ロベルト・メレンデス | ボリビア         | 1-0    | 1-0  | 2018 FIFAワールドカップ・南米予選 |
| 19 | 2017年3月28日  | キト、エスタディオ・オリンピコ・アタウアルパ                         | エクアドル       | 1-0    | 2-0  | 2018 FIFAワールドカップ・南米予選 |
| 20 | 2017年6月13日  | ヘタフェ、コリセウム・アルフォンソ・ペレス                           | カメルーン       | 1-0    | 4-0  | 親善試合                          |
| 21 | 2017年10月10日 | リマ、エスタディオ・ナシオナル                                       | ペルー           | 1-0    | 1-1  | 2018 FIFAワールドカップ・南米予選 |
| 22 | 2018年10月11日 | タンパ、レイモンド・ジェームス・スタジアム                           | アメリカ合衆国   | 1-0    | 4-2  | 親善試合                          |
| 23 | 2020年11月18日 | キト、エスタディオ・ロドリゴ・パス・デルガド                         | エクアドル       | 1-4    | 1-6  | 2022 FIFAワールドカップ・南米予選 |
| 24 | 2022年3月29日  | シウダーグアヤナ、ポリデポルティーボ・カチャメイ                     | ベネズエラ       | 1-0    | 1-0  | 2022 FIFAワールドカップ・南米予選 |
| 25 | 2022年9月24日  | ハリソン、レッドブル・アリーナ                                       | グアテマラ       | 1-0    | 4-1  | 親善試合                          |
| 26 | 2023年3月23日  | 蔚山、蔚山文殊サッカー競技場                                         | 韓国             | 1-2    | 2-2  | 親善試合                          |
| 27 | 2023年10月12日 | バランキージャ、エスタディオ・メトロポリターノ・ロベルト・メレンデス | ウルグアイ       | 1-0    | 2-2  | 2026 FIFAワールドカップ・南米予選 |
| 28 | 2024年7月6日   | グレンデール、ステートファーム・スタジアム                           | パナマ           | 2-0    | 5-0  | コパ・アメリカ2024                |
| 29 | 2024年9月10日  | バランキージャ、エスタディオ・メトロポリターノ・ロベルト・メレンデス | アルゼンチン     | 2-1    | 2-1  | 2026 FIFAワールドカップ・南米予選 |

## タイトル

### クラブ
エンビガドFC
- カデゴリア・プリメーラB：2007[144]

CAバンフィエルド
- プリメーラ・ディビシオン：アペルトゥーラ2009[145]

FCポルト
- UEFAヨーロッパリーグ：1回 (2010-11)
- スーペル・リーガ：3回 (2010-11, 2011-12, 2012-13)
- タッサ・デ・ポルトガル：2010-11
- ポルトガル・スーパーカップ：3回 (2010, 2011, 2012)

レアル・マドリード
- FIFAクラブワールドカップ：2回 (2014, 2016)
- UEFAスーパーカップ：2回 (2014, 2016)
- UEFAチャンピオンズリーグ：2回 (2015-16, 2016-17)
- プリメーラ・ディビシオン：2回（2016-17, 2019-20）

バイエルン・ミュンヘン
- DFLスーパーカップ：2回 (2017, 2018)
- ブンデスリーガ：2回 (2017-18, 2018-19)
- DFBポカール：2018-19

### 代表
コロンビア代表
- トゥーロン国際大会：2011

### 個人
- プリメーラ・ディビシオン外国人選手による最年少ゴール記録：17歳
- プリメーラ・ディビシオン最優秀若手選手賞：2009
- コパ・リベルタドーレス最優秀若手選手賞：2010
- トゥーロン国際大会最優秀選手賞：2011
- プリメイラ・リーガ年間最優秀若手選手賞：2011-12
- LPFP月間最優秀選手：4回 (2012年8月、2012年9月、2012年10月、2012年11月)
- ポルトガル・ゴールデン・ボール：2012
- リーグ・アン最多アシスト：2013-14
- UNEP年間最優秀チーム：2013-14
- ASモナコ年間最優秀選手：2013-14
- FIFAワールドカップ・ゴールデンブーツ：2014
- FIFAワールドカップ・オールスターチーム：2014
- FIFAワールドカップ・ドリームチーム：2014
- FIFAワールドカップ・最優秀ゴール：1-0 (ウルグアイ代表戦)
- FIFAプスカシュ賞：2014
- リーガ・エスパニョーラベストイレブン：2014-15
- コパアメリカ　ベストイレブン : 2019
- コパ・アメリカ最優秀選手賞 : 2024

## 人物・エピソード
- 2010年12月24日にダビド・オスピナの妹、元バレーボール選手ダニエラと結婚し2013年に娘が生まれていたが[146]、2017年7月28日に離婚を発表した[147]。2019年に交際中でマーク・アンソニーの元妻としても知られるシャノン・デ・リマによる代理母出産で長男が生まれ、2児の父親となった。
- 養父は教育熱心で幼い彼にガルシア・マルケスの『百年の孤独』を読ませようとしたが、マルケスよりバルデラマに夢中になっていた彼は読了できなかった。しかし2014年にガルシア・マルケスが死去するとツイッターで「さようならガボ（ガルシア・マルケスの愛称）、コロンビアの名を高めた人」とツイートした[148]。
- 19歳で結婚して、コロンビア国立大学のエンジニアコース通信教育課程に在籍する[149]。
- 2015年、トヨタ自動車の「シエンタ」のCMに出演し、フリーキャスターの滝川クリステルと共演した。日本のCMへの出演は、これが初となる[150]。
- 2016年1月1日、練習場へ向かう際、制限速度120km/hの高速道路を200km/hで走行し、警察に追走されたが振り切って練習場まで逃げ込んだ。しかし、その後練習場まで追跡してきた警察にスピード違反で逮捕された[151][152]。この件について7月12日に裁判所への出廷を命じられていたが、自身の25歳の誕生パーティのために無断欠席したことが報じられた[153]。
- 2017年5月、ESPNは世界で最も有名なアスリート100人を発表し、27位に選出された。サッカー選手としては7位[154]。
- 2019年4月、スペインの市民権を取得していたことが判明した[155]。